# 阿爾斯特旗
阿爾斯特旗 （英語：Flag of Ulster）是一面基於阿爾斯特紋章設計的旗幟，曾是代表阿爾斯特省的旗幟。旗幟底色為金色，上有一紅色十字，中央是飾有紅手的白色盾牌。

## 歷史
阿爾斯特旗出現在1264年，當時沃爾特·德伯格成為阿爾斯特伯爵。他將德伯格家族的紋章（黃底紅十字）和伯爵領地的標誌阿爾斯特紅手融合，形成了阿爾斯特紋章。
據傳赫伯特·德伯格在參加第三次十字軍東征時未有自己的紋章。他曾在一場戰役中使用金色盾牌。在戰場上，英格蘭國王理查一世授予了德伯格紋章，並在金色盾牌上加上了紅色十字。
關於阿爾斯特紅手的起源則仍然是迷。一個流行的傳說稱在阿爾斯特王位的爭奪戰中，第一個到達阿爾斯特的人砍下他的手，並將其交給他的戰友。愛爾蘭早期歷史的宗族戰爭存在爭議。馬格尼斯（Magennis）宗族和奧尼爾（O'Neill）都宣稱自己是烏拉德地區的國王。但1908年，當時的奧尼爾氏族統領承認其最初曾所屬於馬格尼斯氏族。
關於旗幟的手應使用左手還是右手經常有爭議。雖然在旗幟上通常使用右手，但亦有部分組織使用左手。一些阿爾斯特省的郡亦在它們的紋章使用紅手，如安特里姆郡、弗馬納郡、倫敦德里郡和蒂龍郡。勞斯郡亦在文章中使用手的圖案，但其顏色是肌膚顏色，象徵上帝之手，而非阿爾斯特紅手。

## 顏色
阿爾斯特旗使用金色、紅色 和白色三種顏色。英國旗幟協會和愛爾蘭旗幟學協會就阿爾斯特旗的用色有協議。
| 標準 | 金色         | 紅色        | 白色          |
| ---- | ------------ | ----------- | ------------- |
| 彩通 | Gold 123     | Red 485     | White         |
| HEX  | #FFC72C      | #DA291C     | #FFFFFF       |
| RGB  | 255, 199, 44 | 218, 41, 28 | 255, 255, 255 |
| CMYK | 0.19.89.0    | 0.95.100.0  | 0.0.0.0       |

## 20世紀

紅手旗

在20世紀愛爾蘭分治之後，阿爾斯特旗成為紅手旗的設計基礎。紅手旗是北愛爾蘭的代表旗幟，底色改為白色；中央的盾牌改為六角星，象徵構成北愛爾蘭的六個郡；六角星上方是王國，象徵對英國的忠誠。紅手旗有時被稱為「六郡旗」，而阿爾斯特旗有時被稱為「九郡旗」。「紅手旗」有時也可代指阿爾斯特旗。2018年，按蘇格蘭警察的信息自由要求，在蘇格蘭挑釁性展示阿爾斯特旗可能被視為犯罪行為，最高可處以五年徒刑

## 體育用途
阿爾斯特旗用於體育賽事。同時代表北愛爾蘭和愛爾蘭共和國的愛爾蘭國家橄欖球隊在其主場同時使用愛爾蘭國旗和阿爾斯特旗。愛爾蘭橄欖球協會的中立旗幟包括了愛爾蘭四省旗，其中包括阿爾斯特旗。世界盃橄欖球賽時，兩面旗幟均有使用。阿爾斯特橄欖球的部分球迷使用阿爾斯特旗，部分則使用紅手旗。在足球賽事上，貝爾法斯特球隊基福維利使用阿爾斯特旗。阿爾斯特蓋爾運動協會在蓋爾式運動賽事使用阿爾斯特旗。

## 作為其他旗幟的一部分
作為四省旗（Four Provinces Flag）的一部分，阿爾斯特旗經常和倫斯特省、芒斯特省、康諾特省的旗幟一同出現，作為代表全愛爾蘭的運動隊旗幟使用，如愛爾蘭男子草地曲棍球代表隊的旗幟。

愛爾蘭四省旗
愛爾蘭橄欖球隊旗
愛爾蘭曲棍球隊旗